# لیک بیولا (ویسکانسین)
لیک بیولا (به انگلیسی: Lake Beulah) یک منطقهٔ مسکونی در ایالات متحده آمریکا است که در شهرستان والورس، ویسکانسین واقع شده‌است. لیک بیولا ۲۵۲٫۹۹ متر بالاتر از سطح دریا قرار دارد.